# 欧布尔
欧布尔（法語：Aubres，法語發音：[obʁ]）是法国德龙省的一个市镇，位于该省南部，属于尼永斯区。

## 地理
欧布尔（44°22'37"N, 5°10'5"E）面积20.27 平方千米，位于法国奥弗涅-罗讷-阿尔卑斯大区德龙省，该省份为法国东南部内陆省份，北起顺时针与伊泽尔省、上阿尔卑斯省、上普罗旺斯阿尔卑斯省、沃克吕兹省和阿尔代什省接壤。
与欧布尔接壤的市镇（或旧市镇、城区）包括：泰西耶尔、博尔代特新堡、孔多塞、尼永斯、莱皮耶、旺特罗勒。

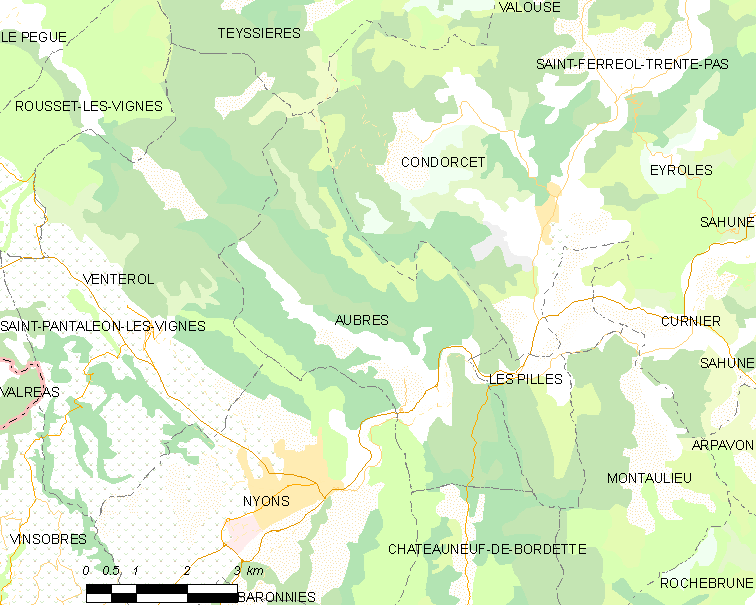
欧布尔的OSM定位图

欧布尔的时区为UTC+01:00、UTC+02:00（夏令时）。

## 行政
欧布尔的邮政编码为26110，INSEE市镇编码为26016。

## 政治
欧布尔所属的省级选区为尼永斯-巴罗尼县。

## 人口

1962-2008年间欧布尔人口变化图示

欧布尔于2022年1月1日时的人口数量为422人。